# Lillsjön (Risinge socken, Östergötland, 651395-150644)
Lillsjön är en sjö i Finspångs kommun i Östergötland och ingår i Motala ströms huvudavrinningsområde. Sjön har en area på 0,0485 kvadratkilometer och ligger 78,1 meter över havet.

## Delavrinningsområde
Lillsjön ingår i det delavrinningsområde (651234-150519) som SMHI kallar för Utloppet av Näfssjön. Medelhöjden är 64 meter över havet och ytan är 17,3 kvadratkilometer. Det finns ett avrinningsområde uppströms, och räknas det in blir den ackumulerade arean 54,51 kvadratkilometer. Vistingebäcken som avvattnar avrinningsområdet har biflödesordning 2, vilket innebär att vattnet flödar genom totalt 2 vattendrag innan det når havet efter 31 kilometer. Avrinningsområdet består mestadels av skog (67 procent). Avrinningsområdet har 3,81 kvadratkilometer vattenytor vilket ger det en sjöprocent på 22 procent.